# Ztracená rodina
Ztracená rodina je český dokumentární seriál vysílaný na TV Nova, provázený Terezou Pergnerovou a Mirkem Vaňurou z roku 2023; měl premiéru 31. srpna 2023 na platformě Voyo a 7. září 2023 na televizi Nova.
Dokureality si klade za cíl znovu sjednotit blízké příbuzné po letech odloučení. Ztracená rodina umožňuje lidem hledat dávno ztracené příbuzné; s pomocí Terezy a Mirka se každý hledající příbuzný vydává na cestu, během které se znovu setkává se svými dávno ztracenými blízkými. Seriál přináší pohled na detektivní práci a složitý emocionální proces hledání, který předchází setkání.